# Liste des routes d'État au Nouveau-Mexique
Les routes d'État au Nouveau-Mexique sont entretenues par le New Mexico Department of Transportation (NMDOT). 

## Liste des routes d'État
| Numéro  | Longueur (mi) | Longueur (km) | Terminus sud / ouest                                                                        | Terminus nord / est                                                        | Créée | Notes                                                                |
| ------- | ------------- | ------------- | ------------------------------------------------------------------------------------------- | -------------------------------------------------------------------------- | ----- | -------------------------------------------------------------------- |
| NM 1    | 61,26         | 98,59         | I-25 près de Truth or Consequences                                                          | I-25 Bus. à Socorro                                                        | —     | Portion de l'ancienne US 85, laquelle a été supplantée par l'I-25    |
| NM 2    | 32,86         | 52,88         | US 285 près d'Artesia                                                                       | US 285 près de Roswell                                                     | 1950  |                                                                      |
| NM 3    | 72,40         | 116,52        | US 54 à Duran                                                                               | I-25 près de Villanueva                                                    | 1909  |                                                                      |
| NM 4    | 67,95         | 109,35        | US 550 à San Ysidro                                                                         | NM 502 près de Los Alamos                                                  | —     |                                                                      |
| NM 6    | 36,36         | 58,52         | I-40 près de Correro                                                                        | NM 47 près de Los Lunas                                                    | 1937  |                                                                      |
| NM 7    | 7,20          | 11,59         | US 62 / US 180 à Whites City                                                                | Parc national des grottes de Carlsbad                                      | 1929  |                                                                      |
| NM 8    | 15,00         | 24,00         | NM 176 près d'Eunice                                                                        | US 62 / US 180 près de Hobbs                                               | —     |                                                                      |
| NM 9    | 109,15        | 175,67        | NM 80 près de Rodeo                                                                         | CR A003 aux limites des comtés de Luna et de Doña Ana                      | —     |                                                                      |
| NM 11   | 34,12         | 54.909        | Fed. 2 à la frontière mexicaine près de Columbus                                            | Florida Street à Deming                                                    | —     |                                                                      |
| NM 12   | 74,30         | 119,57        | US 180 près de Reserve                                                                      | US 60 à Datil                                                              | —     |                                                                      |
| NM 13   | 36,00         | 57,94         | US 82 près d'Artesia                                                                        | US 285 près de Roswell                                                     | —     |                                                                      |
| NM 14   | 53,96         | 86,84         | NM 333 à Tijeras                                                                            | US 84 / US 285 à Santa Fe                                                  | 1968  |                                                                      |
| NM 15   | 44,31         | 71,32         | US 180 à Silver City                                                                        | Gila Cliff Dwellings                                                       | 1968  |                                                                      |
| NM 16   | 10,50         | 16,90         | NM 22 près de Pena Blanca                                                                   | I-25 près de Pena Blanca                                                   | 1988  |                                                                      |
| NM 17   | 9,59          | 15,43         | US 64 / US 84 à Chama                                                                       | SH 17 à la frontière du Colorado près de Chama                             | —     |                                                                      |
| NM 18   | 72,12         | 116,06        | SH 18 à la frontière du Texas près de Jal                                                   | US 82 / NM 83 à Lovington                                                  | —     |                                                                      |
| NM 19   | 10,26         | 16,51         | NM 209 près de Broadview                                                                    | FM 2013 à la frontière du Texas près de Broadview                          | 1968  |                                                                      |
| NM 20   | 45,91         | 73,88         | US 285 près de Roswell                                                                      | US 60 près de Fort Sumner                                                  | —     |                                                                      |
| NM 21   | 34,45         | 55,44         | US 64 à Cimarron                                                                            | I-25 Bus. à Springer                                                       | —     |                                                                      |
| NM 22   | 13,94         | 22,44         | I-25 près de Santo Domingo                                                                  | Cochiti                                                                    | —     |                                                                      |
| NM 24   | 50,02         | 80,50         | NM 130 près de Cloudcroft                                                                   | US 82 près de Hope                                                         | —     |                                                                      |
| NM 26   | 47,86         | 77,03         | US 180 près de Deming                                                                       | I-25 près de Hatch                                                         | 1905  |                                                                      |
| NM 27   | 30,20         | 48,60         | NM 26 à Nutt                                                                                | NM 152 à Hillsboro                                                         | 1905  |                                                                      |
| NM 28   | 30,35         | 48,84         | FM 259 à la frontière du Texas à Anthony                                                    | NM 478 à Las Cruces                                                        | 1905  |                                                                      |
| NM 29   | 1,05          | 1,69          | NM 17 à Chama                                                                               | Edward Sargent Wildlife Area à Chama                                       | —     |                                                                      |
| NM 30   | 8,95          | 14,40         | NM 502 près de Pojoaque                                                                     | US 84 / US 285 à Española                                                  | —     |                                                                      |
| NM 31   | 22,68         | 36,49         | US 285 près de Loving                                                                       | US 62 / US 180 près de Carlsbad                                            | —     |                                                                      |
| NM 32   | 41,32         | 66,50         | NM 12 à Apache Creek                                                                        | US 60 à Quemado                                                            | —     |                                                                      |
| NM 34   | 20,20         | 32,51         | Clines Corners                                                                              | Rowe                                                                       | —     |                                                                      |
| NM 35   | 27,52         | 44,29         | NM 152 à San Lorenzo                                                                        | NM 15 près de Lake Roberts                                                 | 1968  |                                                                      |
| NM 36   | 72,22         | 116,23        | US 60 à Quemado                                                                             | NM 53 près de Zuni Pueblo                                                  | —     |                                                                      |
| NM 37   | 14,16         | 22,79         | NM 48 à Angus                                                                               | US 380 près de Carrizozo                                                   | —     |                                                                      |
| NM 38   | 29,27         | 47,10         | NM 522 à Questa                                                                             | US 64 à Eagle Nest                                                         | —     |                                                                      |
| NM 39   | 93,71         | 150,82        | US 54 à Logan                                                                               | US 56 / US 412 à Abbot                                                     | —     |                                                                      |
| NM 41   | 62,02         | 99,81         | US 60 à Willard                                                                             | US 285 à Lamy                                                              | —     |                                                                      |
| NM 42   | 35,54         | 57,20         | US 54 à Corona                                                                              | US 60 à Willard                                                            | —     |                                                                      |
| NM 45   | 12,67         | 20,39         | NM 314 à Isleta Pueblo                                                                      | NM 528 à Albuquerque                                                       | —     |                                                                      |
| NM 47   | 59,64         | 95,99         | US 60 près de Belen                                                                         | NM 556 à Albuquerque                                                       | —     |                                                                      |
| NM 48   | 22,14         | 35,63         | US 70 à Hollywood                                                                           | US 380 à Capitan                                                           | —     |                                                                      |
| NM 50   | 6,03          | 9,70          | I-25 / US 84 / US 85 à Glorieta                                                             | NM 63 / NM 223 à Pecos                                                     | —     |                                                                      |
| NM 51   | 17,86         | 28,74         | I-25 Bus. à Truth or Consequences                                                           | Engle                                                                      | —     |                                                                      |
| NM 52   | 88,60         | 142,58        | NM 181 près de Truth or Consequences                                                        | US 60 près de Magdalena                                                    | —     |                                                                      |
| NM 53   | 86,00         | 138,41        | SR 61 à la frontière de l'Arizona près de Zuni Pueblo                                       | NM 122 à Grants                                                            | —     |                                                                      |
| NM 55   | 96,84         | 155,86        | US 54 près d'Ancho                                                                          | NM 41 à Estancia                                                           | 1944  |                                                                      |
| NM 57   | 27,64         | 44,48         | Navajo Route 14 aux limites entre les comtés de San Juan et de McKinley                     | US 550 près de Nageezi                                                     | 1968  |                                                                      |
| NM 58   | 18,91         | 30,43         | US 64 à Cimarron                                                                            | I-25 près de Springer                                                      | —     |                                                                      |
| NM 59   | 31,09         | 50,03         | Beaverhead                                                                                  | NM 52 près de Winston                                                      | —     |                                                                      |
| NM 61   | 25,02         | 40,27         | US 180 entre Deming et Hurley                                                               | NM 152 à San Lorenzo                                                       | —     |                                                                      |
| NM 63   | 25,15         | 40,47         | I-25 / US 84 / US 85 à Rowe                                                                 | Cowles                                                                     | —     |                                                                      |
| NM 65   | 15,51         | 24,95         | NM 329 à Las Vegas                                                                          | El Porvenir                                                                | —     |                                                                      |
| NM 68   | 45,51         | 73,25         | US 84 / US 285 à Española                                                                   | US 64 à Taos                                                               | —     |                                                                      |
| NM 72   | 36,00         | 57,94         | I-25 à Raton                                                                                | NM 456 à Folsom                                                            | —     |                                                                      |
| NM 73   | 2,69          | 4,33          | NM 75 à Peñasco                                                                             | Llano                                                                      | —     |                                                                      |
| NM 74   | 4,76          | 7,65          | NM 68 à Ohkay Owingeh                                                                       | US 84 / US 285 à El Duende                                                 | —     |                                                                      |
| NM 75   | 20,55         | 33,07         | NM 68 près de Dixon                                                                         | NM 518 près de Sipapu Ski Area                                             | —     |                                                                      |
| NM 76   | 29,81         | 47,97         | NM 68 à Santa Cruz                                                                          | NM 75 à Picuris Pueblo                                                     | —     |                                                                      |
| NM 77   | 12,56         | 20,21         | NM 209 près de Clovis                                                                       | FM 2290 à la frontière du Texas près de Texico                             | —     |                                                                      |
| NM 78   | 15,21         | 24,48         | SR 78 à la frontière de l'Arizona près de Mule Creek                                        | US 180 près de Buckhorn                                                    | —     |                                                                      |
| NM 80   | 32,42         | 52,17         | SR 80 à la frontière de l'Arizona à Rodeo                                                   | I-10 à Road Forks                                                          | —     | Suit l'ancien tracé de la US 80 dans le sud-ouest du Nouveau-Mexique |
| NM 81   | 45,80         | 73,71         | Route locale vers Fed. 2 à la frontière mexicaine à Antelope Wells                          | NM 9 à Hachita                                                             | —     |                                                                      |
| NM 83   | 12,91         | 20,78         | US 82 / NM 18 à Lovington                                                                   | NM 132 près de Hobbs                                                       | —     |                                                                      |
| NM 88   | 21,49         | 34,58         | US 70 à Portales                                                                            | FM 746 à la frontière du Texas près de Portales                            | —     |                                                                      |
| NM 89   | 19,79         | 31,85         | NM 252 à House                                                                              | NM 268 près de Melrose                                                     | —     |                                                                      |
| NM 90   | 42,77         | 68,83         | US 70 près de Lordsburg                                                                     | US 180 à Silver City                                                       | —     |                                                                      |
| NM 91   | 12,62         | 20,31         | I-40 Bus. / US 54 à Santa Rosa                                                              | Près de Puerto de Luna                                                     | —     |                                                                      |
| NM 92   | 11,17         | 17,97         | Virden Highway à la frontière de l'Arizona– près de Virden                                  | US 70 près de Virden                                                       | —     |                                                                      |
| NM 93   | 16,45         | 26,47         | I-40 / NM 392 près d'Endee                                                                  | Limite des comtés de Curry et de Quay                                      | —     |                                                                      |
| NM 94   | 18,63         | 29,98         | NM 518 à Sapello                                                                            | NM 518 à Mora                                                              | —     |                                                                      |
| NM 95   | 13,42         | 21,59         | US 64 / US 84 à Los Ojos                                                                    | Heron Dam                                                                  | —     |                                                                      |
| NM 96   | 48,99         | 78,84         | US 550 près de Cuba                                                                         | US 84 près d'Abiquiu Reservoir                                             | —     |                                                                      |
| NM 97   | 9,65          | 15,53         | NM 161 à Watrous                                                                            | Près de Valmora                                                            | —     |                                                                      |
| NM 101  | 1,42          | 2,29          | NM 28 à Mesilla                                                                             | NM 478 à Las Cruces                                                        | 1940  |                                                                      |
| NM 102  | 46,32         | 74,54         | NM 39 près de Mosquero                                                                      | NM 402 près d'Amistad                                                      | —     |                                                                      |
| NM 103  | 3,90          | 6,28          | NM 32 près de Quemado                                                                       | Quemado                                                                    | —     |                                                                      |
| NM 104  | 106,90        | 172,03        | I-25 Bus. à Las Vegas                                                                       | I-40 Bus. / NM 209 à Tucumcari                                             | —     |                                                                      |
| NM 105  | 9,10          | 14,65         | NM 94 près de Tierra Monte                                                                  | Rociada                                                                    | —     |                                                                      |
| NM 106  | 0,75          | 1,21          | Española                                                                                    | Santa Cruz                                                                 | —     |                                                                      |
| NM 107  | 41,72         | 67,15         | US 60 à Magdalena                                                                           | NM 6 à Highland Meadows                                                    | —     |                                                                      |
| NM 108  | 23,38         | 37,63         | US 60 à Texico                                                                              | NM 19 près de Broadview                                                    | —     |                                                                      |
| NM 109  | 7,76          | 12,48         | NM 346 à Bosque                                                                             | NM 309 à Belen                                                             | —     |                                                                      |
| NM 110  | 3,80          | 6,11          | FR 559 près d'El Rito                                                                       | El Rito                                                                    | —     |                                                                      |
| NM 111  | 19,52         | 31,41         | US 285 à Ojo Caliente                                                                       | Canon Plaza                                                                | —     |                                                                      |
| NM 112  | 44,76         | 72,03         | NM 96 près de Regina                                                                        | US 64 / US 84 à Los Ojos                                                   | —     |                                                                      |
| NM 113  | 20,65         | 33,23         | NM 9 près de Playas                                                                         | I-10 près d'Ulmoris                                                        | —     |                                                                      |
| NM 114  | 47,05         | 75,73         | US 70 à Elida                                                                               | SH 114 à la frontière du Texas près de Causey                              | —     |                                                                      |
| NM 115  | 3,46          | 5,56          | US 84 près de Cebolla                                                                       | CR 455 à Canjilon                                                          | —     |                                                                      |
| NM 116  | 15,79         | 25,42         | US 60 à Bernardo                                                                            | I-25 Bus. à Belen                                                          | —     | Portion de l'ancienne US 85                                          |
| NM 117  | 62,06         | 99,87         | NM 36 à Techado                                                                             | I-40 à Grants                                                              | —     |                                                                      |
| NM 118  | 36,85         | 59,31         | Grant Road à la frontière de l'Arizona près de Manuelito                                    | I-40 à Iyanbito                                                            | —     |                                                                      |
| NM 119  | 5,65          | 9,09          | NM 386 à Anton Chico                                                                        | US 84 à Dilia                                                              | —     |                                                                      |
| NM 120  | 119,031       | 191,56        | NM 434 à Black Lakes                                                                        | US 56 / US 412 près de Gladstone                                           | —     | Plus longue route d'état du Nouveau-Mexique                          |
| NM 121  | 8,58          | 13,81         | NM 518 près de Holman                                                                       | Chacon                                                                     | —     |                                                                      |
| NM 122  | 36,74         | 59,13         | I-40 à Continental Divide                                                                   | I-40 à Grants                                                              | —     | Ancien segment de la US 66                                           |
| NM 124  | 25,52         | 41,08         | NM 117 près de Grants                                                                       | I-40 à Laguna                                                              | —     | Ancien segment de la US 66                                           |
| NM 125  | 25,41         | 40,90         | US 380 près de Tatum                                                                        | SH 125 à la frontière du Texas près de Bledsoe, TX                         | —     |                                                                      |
| NM 126  | 39,65         | 63,82         | US 550 à Cuba                                                                               | NM 4 à Jemez Springs                                                       | —     |                                                                      |
| NM 127  | 3,53          | 5,68          | Idlewild                                                                                    | US 64 à Eagle Nest                                                         | —     |                                                                      |
| NM 128  | 59,98         | 96,53         | NM 31 près de Loving                                                                        | SH 128 à la frontière du Texas près de Jal                                 | —     |                                                                      |
| NM 129  | 17,38         | 27,98         | I-40 à Newkirk                                                                              | NM 129 à Conchas Dam                                                       | —     |                                                                      |
| NM 130  | 21,87         | 35,20         | US 82 à Cloudcroft                                                                          | US 82 à Mayhill                                                            | —     |                                                                      |
| NM 131  | 2,40          | 3,86          | Parc d'état de Manzano Mountains                                                            | Manzano                                                                    | —     |                                                                      |
| NM 132  | 19,76         | 31,80         | NM 18 / NM 218 à Hobbs                                                                      | SH 83 à la frontière du Texas près de Hobbs                                | —     |                                                                      |
| NM 133  | 3,60          | 5,79          | NM 132 près de Knowles                                                                      | FM 1757 à la frontière du Texas près de Knowles                            | —     |                                                                      |
| NM 134  | 22,47         | 36,16         | Indian Route 12 à Crystal                                                                   | US 491 à Sheep Springs                                                     | —     |                                                                      |
| NM 136  | 9,16          | 14,74         | Route locale vers Fed. 2 à la frontière mexicaine près de Santa Teresa                      | SH 178 à la frontière du Texas à Santa Teresa                              | 1991  |                                                                      |
| NM 137  | 55,01         | 88,53         | Dog Canyon Road à la frontière du Texas à l'entrée du Parc national des Guadalupe Mountains | US 285 près de Seven Rivers                                                | —     |                                                                      |
| NM 138  | 0,67          | 1,08          | Las Cruces                                                                                  | Las Cruces                                                                 | —     |                                                                      |
| NM 140  | 2,83          | 4,55          | NM 185 près de Hatch                                                                        | I-25 à Rincon                                                              | —     |                                                                      |
| NM 142  | 10,09         | 16,24         | NM 52 près de Cuchillo                                                                      | Monticello                                                                 | —     |                                                                      |
| NM 143  | 6,15          | 9,89          | Parc d'état de Rockhound                                                                    | NM 549 près de Deming                                                      | —     |                                                                      |
| NM 144  | 1,23          | 1,98          | Las Vegas                                                                                   | Camp Luna Technical-Vocational Institute                                   | —     |                                                                      |
| NM 145  | 3,50          | 5,63          | NM 80 près de Cotton City                                                                   | NM 338 près de Cotton City                                                 | —     |                                                                      |
| NM 146  | 19,16         | 30,83         | NM 9 à Hachita                                                                              | I-10 près de Separ                                                         | 1935  |                                                                      |
| NM 147  | 1,07          | 1,72          | Isleta Pueblo                                                                               | Isleta Pueblo                                                              | —     |                                                                      |
| NM 150  | 14,55         | 23,41         | US 64 à Taos                                                                                | Taos Ski Valley                                                            | —     |                                                                      |
| NM 152  | 66,07         | 106,33        | US 180 à Santa Clara                                                                        | NM 187 à Caballo                                                           | —     |                                                                      |
| NM 153  | 3,75          | 6,04          | NM 211 à Gila                                                                               | Près de Gila                                                               | —     |                                                                      |
| NM 154  | 4,19          | 6,74          | NM 185 à Hatch                                                                              | NM 140 à Rincon                                                            | —     |                                                                      |
| NM 156  | 60,60         | 97,53         | US 84 à Santa Rosa                                                                          | NM 252 près de McAlister                                                   | —     |                                                                      |
| NM 157  | 1,74          | 2,80          | NM 185 à Radium Springs                                                                     | I-25 / US 85 à Radium Springs                                              | 1988  |                                                                      |
| NM 158  | 0,90          | 1,45          | Hill                                                                                        | Hill                                                                       | —     |                                                                      |
| NM 159  | 30,55         | 49,17         | US 180 près d'Alma                                                                          | NM 61 / NM 163 près de la Forêt nationale de Gila                          | —     |                                                                      |
| NM 161  | 31,90         | 51,34         | NM 518 près de La Cueva                                                                     | Fort Union National Monument                                               | —     |                                                                      |
| NM 162  | 2,60          | 4,18          | US 84 à Tierra Amarilla                                                                     | US 64 / US 84 à Tierra Amarilla                                            | —     |                                                                      |
| NM 163  | 40,10         | 64,54         | Ancienne NM 61                                                                              | NM 52 à Logan                                                              | —     |                                                                      |
| NM 165  | 16.754        | 26.963        | NM 120 in Bernalillo                                                                        | Sandia Ski Basin                                                           | —     |                                                                      |
| NM 166  | 1,90          | 3,06          | NM 52 près de Magdalena                                                                     | VLA Visitor Center près de Magdalena                                       | —     | Ancienne US 60                                                       |
| NM 169  | 35,70         | 57,45         | US 60 à Magdalena                                                                           | Alamo                                                                      | —     |                                                                      |
| NM 170  | 19,60         | 31,54         | US 64 près de Farmington                                                                    | SH 140 à la frontière du Colorado près de La Plata                         | —     |                                                                      |
| NM 172  | 28,19         | 45,37         | NM 249 près de Maljamar                                                                     | US 380 à Calprock                                                          | —     |                                                                      |
| NM 173  | 18,06         | 29,06         | US 550 à Aztec                                                                              | NM 511 près de Navajo Dam                                                  | —     |                                                                      |
| NM 174  | 5,00          | 8,05          | US 180 à Glenwood                                                                           | NM 159 à Mogollon                                                          | —     |                                                                      |
| NM 175  | 1,60          | 2,58          | Gulf Road près d'Oil Center                                                                 | NM 8 près d'Oil Center                                                     | —     |                                                                      |
| NM 176  | 28,49         | 45,85         | US 62 / US 180 / NM 243 près de Carlsbad                                                    | SH 176 à la frontière du Texas près d'Eunice                               | —     |                                                                      |
| NM 177  | 0,84          | 1,34          | Elephant Butte Dam                                                                          | Elephant Butte Dam                                                         | —     |                                                                      |
| NM 179  | 2,05          | 3,30          | Truth or Consequences                                                                       | Truth or Consequences                                                      | —     |                                                                      |
| NM 181  | 11,82         | 19,02         | I-25 BL à Truth or Consequences                                                             | I-25 / US 85 près de Truth or Consequences                                 | —     |                                                                      |
| NM 182  | 1,31          | 2,10          | La Union                                                                                    | La Union                                                                   | —     |                                                                      |
| NM 183  | 0,60          | 0,96          | La Union                                                                                    | La Union                                                                   | —     |                                                                      |
| NM 184  | 0,57          | 0,91          | NM 273 à Santa Teresa (en)                                                                  | Country Club Road vers SH 20 à la frontière du Texas à Santa Teresa (en)   | —     |                                                                      |
| NM 185  | 35,40         | 56,97         | US 70 / NM 188 à Las Cruces                                                                 | NM 26 à Hatch                                                              | —     | Ancienne US 85                                                       |
| NM 186  | 1,52          | 2,45          | NM 28 près de Chamberino                                                                    | Levee Road près d'Anthony                                                  | —     |                                                                      |
| NM 187  | 36,25         | 58,34         | NM 26 à Hatch                                                                               | I-25 BL à Truth or Consequences                                            | —     | Ancienne US 85                                                       |
| NM 188  | 2,95          | 4,74          | I-10 à Las Cruces                                                                           | US 70 / NM 185 à Las Cruces                                                | —     |                                                                      |
| NM 189  | 1.200         | 1.931         | NM 28 à La Mesa                                                                             | NM 478 à Vado                                                              | 1988  |                                                                      |
| NM 190  | 2,11          | 3,40          | Dexter                                                                                      | Dexter                                                                     | —     |                                                                      |
| NM 192  | 2,37          | 3,81          | NM 28 à San Miguel                                                                          | NM 478 à Mesquite                                                          | 1988  |                                                                      |
| NM 193  | 42,20         | 67,91         | US 56 / US 412 près de Gladstone                                                            | US 64 / US 87 près de Raton                                                | —     |                                                                      |
| NM 195  | 6,55          | 10,54         | Elephant Butte Dam                                                                          | I-25 / US 85 / NM 181 près de Truth or Consequences                        | —     |                                                                      |
| NM 196  | 11,66         | 18,76         | NM 522 à Costilla                                                                           | Costilla Ski Basin                                                         | —     |                                                                      |
| NM 197  | 31,83         | 51,22         | Limites des comtés de Sandoval et de McKinley                                               | US 550 à Cuba                                                              | —     |                                                                      |
| NM 198  | 2,66          | 4,28          | Parc d'état de Spring Canyon                                                                | NM 143 près de Deming                                                      | 1988  |                                                                      |
| NM 202  | 12,60         | 20,28         | US 70 près de Midway (en)                                                                   | FM 1760 à la frontière du Texas près de Texico                             | —     |                                                                      |
| NM 203  | 10,30         | 16,58         | Limites des comtés de De Baca et de Guadalupe                                               | US 84 près de Fort Sumner                                                  | —     |                                                                      |
| NM 204  | 11,30         | 18,19         | US 64 près de Cimarron                                                                      | Philmont Scout Ranch                                                       | —     |                                                                      |
| NM 205  | 4,15          | 6,67          | Bennet                                                                                      | Jal                                                                        | —     |                                                                      |
| NM 206  | 83,88         | 134,99        | US 82 près de Lovington                                                                     | US 70 à Portales                                                           | —     |                                                                      |
| NM 207  | 5,93          | 9,54          | NM 18 près d'Eunice                                                                         | NM 176 à Eunice                                                            | —     |                                                                      |
| NM 208  | 3,47          | 5,58          | NM 18 à Hobbs                                                                               | US 62 / US 180 près de Hobbs                                               | —     |                                                                      |
| NM 209  | 84,41         | 135,84        | US 60 / US 70 / US 84 à Clovis                                                              | US 54 à Tucumcari                                                          | —     |                                                                      |
| NM 210  | 4,01          | 6,45          | NM 268 près de Forrest                                                                      | NM 209 près de Forrest                                                     | —     |                                                                      |
| NM 211  | 6,45          | 10,38         | US 180 près de Gila                                                                         | NM 293 près de Cliff                                                       | —     |                                                                      |
| NM 212  | 4,10          | 6,60          | NM 272 près de Fort Sumner                                                                  | US 60 / US 84 à Fort Sumner                                                | —     |                                                                      |
| NM 213  | 6,09          | 9,79          | FM 3255 à la frontière du Texas à Chaparral                                                 | White Sands Missile Range                                                  | —     |                                                                      |
| NM 215  | 3,05          | 4,90          | CR 218 près de Las Placitas                                                                 | NM 554 près d'El Rito                                                      | —     |                                                                      |
| NM 216  | 6,44          | 10,37         | US 285 près de Loving                                                                       | US 62 / US 285 près de Carlsbad                                            | —     |                                                                      |
| NM 217  | 10,55         | 16,97         | NM 337 à Llano del Sol                                                                      | NM 333 à Sedillo                                                           | —     |                                                                      |
| NM 218  | 1,71          | 2,75          | NM 18 / NM 132 à Hobbs                                                                      | US 62 / US 180 près de Hobbs                                               | —     |                                                                      |
| NM 219  | 15,21         | 24,48         | US 54 près de Santa Rosa                                                                    | I-40 / US 84 près de Santa Rosa                                            | —     |                                                                      |
| NM 220  | 16,01         | 25,76         | NM 48 à Alto                                                                                | US 380 près de Capitan                                                     | 1994  |                                                                      |
| NM 221  | 4,65          | 7,48          | CR 303 près d'Alire                                                                         | US 84 à Cebolla                                                            | —     |                                                                      |
| NM 223  | 2,18          | 3,52          | Pecos                                                                                       | Pecos                                                                      | —     |                                                                      |
| NM 224  | 15,60         | 25,11         | US 60 / US 84 près de Melrose                                                               | NM 288 près de Melrose                                                     | —     |                                                                      |
| NM 225  | 2,16          | 3,48          | NM 28 près de La Union                                                                      | FM 1905 à la frontière du Texas à Anthony                                  | —     |                                                                      |
| NM 226  | 2,60          | 4,18          | NM 28 près de Chamberino                                                                    | NM 478 à Berino                                                            | —     |                                                                      |
| NM 227  | 1,82          | 2,92          | Las Cruces                                                                                  | Las Cruces                                                                 | —     |                                                                      |
| NM 228  | 1,81          | 2,92          | Las Cruces                                                                                  | Las Cruces                                                                 | —     |                                                                      |
| NM 229  | 12,43         | 20,00         | US 285 à Atoka                                                                              | US 285 à Artesia                                                           | —     |                                                                      |
| NM 230  | 4,82          | 7,76          | NM 150 près de Taos                                                                         | NM 150 près de Taos                                                        | —     |                                                                      |
| NM 231  | 5,00          | 8,04          | Tucumcari                                                                                   | Grady                                                                      | —     |                                                                      |
| NM 233  | 0,85          | 1,37          | Española                                                                                    | Medanales                                                                  | —     |                                                                      |
| NM 235  | 17,88         | 28,77         | NM 206 près de Dora                                                                         | FM 298 à la frontière du Texas près de Dora                                | —     |                                                                      |
| NM 236  | 20,58         | 33,12         | NM 267 près de Melrose                                                                      | US 70 à Portales                                                           | —     |                                                                      |
| NM 237  | 2,41          | 3,88          | Tucumcari                                                                                   | Tucumcari                                                                  | —     | Ancien segment de la US 54                                           |
| NM 238  | 19,47         | 31,33         | NM 529 près de Hobbs                                                                        | US 82 près de Lovington                                                    | —     |                                                                      |
| NM 240  | 6,19          | 9,95          | NM 68 à Ranchos de Taos                                                                     | NM 68 à Taos                                                               | —     |                                                                      |
| NM 241  | 9,70          | 15,61         | NM 209 / NM 275 à Broadview                                                                 | FM 1058 à la frontière du Texas près de Belleview                          | —     |                                                                      |
| NM 243  | 8,21          | 13,21         | US 62 / US 180 près de Carlsbad                                                             | US 62 / US 180 / NM 176 près de Carlsbad                                   | —     |                                                                      |
| NM 244  | 29,44         | 47,37         | US 82 à Cloudcroft                                                                          | US 70 près de Mescalero                                                    | —     |                                                                      |
| NM 245  | 7,02          | 11,30         | NM 311 près de Clovis                                                                       | NM 209 à Clovis                                                            | —     |                                                                      |
| NM 246  | 82,46         | 132,70        | US 380 / NM 48 à Capitan                                                                    | US 285 à Roswell                                                           | —     |                                                                      |
| NM 247  | 48,34         | 77,80         | US 54 à Corona                                                                              | US 285 près de Ramon                                                       | —     |                                                                      |
| NM 248  | 6,67          | 10,74         | NM 176 à Eunice                                                                             | NM 18 près de Hobbs                                                        | —     |                                                                      |
| NM 249  | 44,10         | 70,97         | NM 2 à Hagerman                                                                             | NM 172 près de Maljamar                                                    | —     |                                                                      |
| NM 250  | 4,50          | 7,24          | Las Vegas                                                                                   | Aéroport municipal de Las Vegas                                            | —     |                                                                      |
| NM 252  | 43,11         | 69,37         | US 60 / US 84 à Taiban                                                                      | NM 209 près de Ragland                                                     | —     |                                                                      |
| NM 253  | 5,40          | 8,69          | NM 256 à Roswell                                                                            | Fin de la route près de Roswell                                            | —     |                                                                      |
| NM 254  | 4,38          | 7,05          | Roswell                                                                                     | Roswell                                                                    | —     |                                                                      |
| NM 255  | 3,11          | 5,01          | Roswell                                                                                     | Roswell                                                                    | —     |                                                                      |
| NM 256  | 8,23          | 13,25         | NM 2 à Midway                                                                               | Roswell                                                                    | —     |                                                                      |
| NM 258  | 9,98          | 16,06         | Près de Milnesand                                                                           | NM 206 à Milnesand                                                         | —     |                                                                      |
| NM 261  | 4,57          | 7,36          | NM 253 près de Roswell                                                                      | NM 254 près de Roswell                                                     | —     |                                                                      |
| NM 262  | 17,64         | 28,39         | NM 206 à Milnesand                                                                          | FM 2182 à la frontière du Texas près de Bledsoe, TX                        | —     |                                                                      |
| NM 263  | 5,72          | 9,21          | NM 47 à Los Lunas                                                                           | NM 47 à Los Lunas                                                          | —     |                                                                      |
| NM 264  | 15,95         | 25,66         | SR 264 à la frontière de l'Arizona à Tse Bonito                                             | US 491 à Yah-ta-hey                                                        | —     |                                                                      |
| NM 266  | 6,40          | 10,30         | Fin de la route à San Ignacio                                                               | NM 94 à Sapello                                                            | —     |                                                                      |
| NM 267  | 32,39         | 52,13         | US 70 à Portales                                                                            | US 60 / US 84 à Melrose                                                    | —     |                                                                      |
| NM 268  | 27,72         | 44,61         | US 60 / US 84 à Melrose                                                                     | NM 256 / NM 312 à Ragland                                                  | —     |                                                                      |
| NM 271  | 24,10         | 38,79         | Limite des comtés de Mora et de San Miguel                                                  | NM 120 à Wagon Mound                                                       | —     |                                                                      |
| NM 272  | 9,31          | 14,93         | Fin de la route près de Fort Sumner                                                         | US 60 / US 84 près de Fort Sumner                                          | —     |                                                                      |
| NM 273  | 14,02         | 22,56         | Anapra Road vers la US 85 à la frontière du Texas à Sunland Park                            | NM 28 à La Union                                                           | —     |                                                                      |
| NM 275  | 14,94         | 24,04         | NM 209 / NM 241 près de Broadview                                                           | NM 469 à Wheatland                                                         | —     |                                                                      |
| NM 276  | 5,80          | 9,33          | Fin de la route près de Rociada                                                             | NM 105 à Rociada                                                           | —     |                                                                      |
| NM 278  | 33,54         | 53,97         | NM 209 près de Grady                                                                        | Historic US 66 près de Tucumcari                                           | —     |                                                                      |
| NM 279  | 11,60         | 18,67         | NM 124 à Laguna                                                                             | CR 5 près de Seboyeta                                                      | —     |                                                                      |
| NM 281  | 6,36          | 10,24         | Fin de la route près de McAllister Lake                                                     | NM 104 près de Las Vegas                                                   | —     |                                                                      |
| NM 282  | 1,09          | 1,75          | NM 516 à Aztec                                                                              | Aéroport municipal d'Aztec                                                 | —     |                                                                      |
| NM 283  | 13,81         | 22,23         | Las Vegas                                                                                   | Mineral Hill                                                               | —     |                                                                      |
| NM 286  | 0,78          | 1,26          | Tucumcari                                                                                   | Tucumcari                                                                  | —     |                                                                      |
| NM 288  | 27,50         | 44,26         | NM 268 à Weber City                                                                         | NM 209 près de Clovis                                                      | —     |                                                                      |
| NM 289  | 1,83          | 2,95          | NM 288 près de Broadview                                                                    | NM 209 près de Clovis                                                      | —     |                                                                      |
| NM 290  | 6,06          | 9,75          | NM 4 à Jemez Pueblo                                                                         | Fin de la route près de Jemez Pueblo                                       | —     |                                                                      |
| NM 291  | 3,60          | 5,79          | NM 583 à Santa Cruz                                                                         | NM 68 à Ranchitos                                                          | —     |                                                                      |
| NM 292  | 1,45          | 2,33          | NM 28 à Mesilla                                                                             | I-10 / US 180 à Las Cruces                                                 | —     |                                                                      |
| NM 293  | 4,93          | 7,93          | NM 211 près de Gila                                                                         | Fin de la route près de Gila                                               | —     |                                                                      |
| NM 294  | 15,76         | 25,36         | Fin de la route près de Taiban                                                              | US 60 / US 85 à Taiban                                                     | —     |                                                                      |
| NM 300  | 6,61          | 10,63         | I-25 / US 84 / US 85 / US 285 près de Santa Fe                                              | NM 466 à Santa Fe                                                          | —     |                                                                      |
| NM 304  | 23,28         | 37,47         | La Joya                                                                                     | NM 47 à Rio Communities                                                    | —     |                                                                      |
| NM 305  | 0,50          | 0,81          | Limite entre les comtés de Rio Arriba et de Sandoval                                        | NM 595 près de Lindrith                                                    | —     |                                                                      |
| NM 309  | 2,43          | 3,91          | I-25 BL à Belen                                                                             | NM 47 à Belen                                                              | —     |                                                                      |
| NM 311  | 22,87         | 36,80         | NM 224 près de Field                                                                        | US 60 / US 84 près de Clovis                                               | —     |                                                                      |
| NM 312  | 8,11          | 13,06         | NM 202 à McAilster                                                                          | NM 268 près de Forrest                                                     | —     |                                                                      |
| NM 313  | 17,09         | 27,51         | NM 556 à Albuquerque                                                                        | US 550 à Bernalillo                                                        | —     | Ancienne US 85                                                       |
| NM 314  | 18,52         | 29,81         | I-25 BL à Belen                                                                             | Isleta Boulevard à Albuquerque                                             | —     | Ancienne US 85                                                       |
| NM 315  | 0,48          | 0,77          | Algodones                                                                                   | Algodones                                                                  | —     |                                                                      |
| NM 317  | 1,25          | 2,01          | Isleta Pueblo                                                                               | Isleta Pueblo                                                              | —     |                                                                      |
| NM 320  | 2,00          | 3,22          | NM 185 près de Doña Ana                                                                     | I-25 / US 85 à Doña Ana                                                    | —     |                                                                      |
| NM 321  | 4,61          | 7,41          | NM 114 à Causey                                                                             | FM 54 à la frontière du Texas près de Causey                               | —     |                                                                      |
| NM 322  | 3,15          | 5,07          | Près de Monument                                                                            | NM 8 à Monument                                                            | —     |                                                                      |
| NM 325  | 16,67         | 26,83         | US 64 / US 87 à Capulin                                                                     | US 64 / US 87 à Des Moines                                                 | —     |                                                                      |
| NM 327  | 0,56          | 0,90          | Isleta Pueblo                                                                               | Isleta Pueblo                                                              | —     |                                                                      |
| NM 329  | 1,88          | 3,03          | Las Vegas                                                                                   | Las Vegas                                                                  | —     |                                                                      |
| NM 330  | 20,36         | 32,77         | US 70 / NM 114 à Elida                                                                      | NM 267 près de Floyd                                                       | —     |                                                                      |
| NM 333  | 27,72         | 44,60         | NM 556 à Albuquerque                                                                        | I-40 BL à Moriarty                                                         | —     | Ancien segment de la US 66                                           |
| NM 337  | 29,69         | 47,77         | NM 55 près de Tajique                                                                       | I-40 à Tijeras                                                             | —     |                                                                      |
| NM 338  | 24,44         | 39,33         | I-10 près de Gary                                                                           | CR 23C001 à Animas                                                         | —     |                                                                      |
| NM 344  | 17,37         | 27,96         | NM 333 à Edgewood                                                                           | NM 14 près de Golden                                                       | —     |                                                                      |
| NM 346  | 2,71          | 4,36          | NM 116 à Bosque                                                                             | NM 304 près de Veguita                                                     | —     |                                                                      |
| NM 347  | 29,60         | 47,64         | I-40 près d'Albuquerque                                                                     | US 550 à Rio Rancho                                                        | —     |                                                                      |
| NM 348  | 7,20          | 11,59         | FM 3125 à la frontière du Texas près de Texico                                              | US 60 / US 70 / US 84 à Texico                                             | —     |                                                                      |
| NM 349  | 8,50          | 13,68         | US 54 près de Carrizozo                                                                     | White Oaks                                                                 | —     |                                                                      |
| NM 352  | 5,00          | 8,05          | Logan                                                                                       | Ute Dam                                                                    | —     |                                                                      |
| NM 355  | 1,09          | 1,76          | Carlsbad                                                                                    | Carlsbad                                                                   | —     |                                                                      |
| NM 356  | 5,05          | 8,13          | US 180 à Bayard                                                                             | NM 152 à Hanover                                                           | —     |                                                                      |
| NM 357  | 3,95          | 6,36          | NM 229 à Artesia                                                                            | 26th Street à Artesia                                                      | —     |                                                                      |
| NM 359  | 2,62          | 4,21          | NM 28 à Mesilla                                                                             | CR 41 / CR 352 à Mesilla                                                   | —     |                                                                      |
| NM 360  | 25,10         | 40,39         | US 60 / US 180 près de Carlsbad                                                             | US 82 près d'Artesia                                                       | —     |                                                                      |
| NM 368  | 17,46         | 29,10         | US 70 / US 380 à Tinnie                                                                     | Arabela                                                                    | —     |                                                                      |
| NM 369  | 2,40          | 3,86          | Española                                                                                    | Española                                                                   | —     |                                                                      |
| NM 370  | 47,52         | 76,48         | US 64 / US 87 près de Clayton                                                               | NM 456 près de Folsom                                                      | —     |                                                                      |
| NM 371  | 107,65        | 173,25        | I-40 / NM 612 à Thoreau                                                                     | US 64 à Farmington                                                         | —     |                                                                      |
| NM 372  | 2,63          | 4,24          | NM 374 près de Mesilla                                                                      | NM 359 à Mesilla                                                           | —     |                                                                      |
| NM 373  | 1,50          | 2,41          | NM 372 près de Mesilla                                                                      | NM 28 près de Mesilla                                                      | —     |                                                                      |
| NM 374  | 1,22          | 1,97          | Mesilla                                                                                     | NM 372 à Mesilla                                                           | —     |                                                                      |
| NM 377  | 1,88          | 3,02          | NM 549 près de Deming                                                                       | Deming                                                                     | —     |                                                                      |
| NM 378  | 3,40          | 5,47          | Près de Questa                                                                              | NM 522 à Questa                                                            | —     |                                                                      |
| NM 386  | 8,82          | 14,19         | NM 386 Loop à Anton Chico                                                                   | US 84 près de Dilia                                                        | —     |                                                                      |
| NM 390  | 4,28          | 6,89          | NM 187 à Salem                                                                              | NM 187 à Garfield                                                          | —     |                                                                      |
| NM 392  | 15,88         | 25,55         | NM 469 près de Porter                                                                       | I-40 / NM 93 près d'Endee                                                  | —     |                                                                      |
| NM 395  | 0,48          | 0,77          | Tinne                                                                                       | Tinne                                                                      | —     |                                                                      |
| NM 399  | 3,19          | 5,13          | CR 120 / CR 127 à La Mesilla                                                                | US 84 / US 285 à Sombrillo                                                 | —     |                                                                      |
| NM 400  | 10,62         | 17,09         | CR 50 à McGaffey                                                                            | NM 118 à Wingate                                                           | —     |                                                                      |
| NM 402  | 62,85         | 101,15        | US 54 à Nara Visa                                                                           | US 56 à Clayton                                                            | —     |                                                                      |
| NM 404  | 9,70          | 15,61         | NM 460 à Anthony                                                                            | NM 213 à Chaparral                                                         | —     |                                                                      |
| NM 406  | 35,15         | 56,56         | US 56 / US 64 / US 412 près de Clayton                                                      | NM 456 près de Kenton, OK                                                  | —     |                                                                      |
| NM 409  | 13,20         | 21,24         | Parc d'état de Bottomless Lakes                                                             | US 380 près de Roswell                                                     | —     |                                                                      |
| NM 410  | 1,94          | 3,13          | NM 406 près de Moses                                                                        | NS 1 Road à la frontière de l'Oklahoma près de Moses                       | —     |                                                                      |
| NM 411  | 3,97          | 6,38          | NM 406 près de Clayton                                                                      | CR A077 près de Clayton                                                    | —     |                                                                      |
| NM 412  | 6,79          | 10,93         | Parc d'état de Bluewater Lake                                                               | NM 122 à PRewitt                                                           | —     |                                                                      |
| NM 414  | 0,35          | 0,56          | Ojo Caliente                                                                                | Ojo Caliente                                                               | —     |                                                                      |
| NM 417  | 4,75          | 7,64          | NM 402 près de Nara Visa                                                                    | RM 3296 à la frontière du Texas près de Nara Visa                          | 1989  |                                                                      |
| NM 418  | 14,07         | 22,64         | I-10 / US 70 près de Deming                                                                 | I-10 BL à Deming                                                           | —     | Ancienne US 70 / US 80                                               |
| NM 419  | 48,75         | 78,46         | NM 104 près de Variadero                                                                    | NM 39 près de Mosquero                                                     | —     |                                                                      |
| NM 420  | 30,47         | 49,04         | NM 102 près de Mosquero                                                                     | NM 402 près d'Amistad                                                      | —     |                                                                      |
| NM 421  | 8,10          | 10,04         | NM 402 près de Sedan                                                                        | SH 102 à la frontière du Texas près de Sedan                               | 1988  |                                                                      |
| NM 423  | 17,00         | 27,36         | Golf Course Road à Albuquerque                                                              | NM 556 à Albuquerque                                                       | —     |                                                                      |
| NM 427  | 3,98          | 6,41          | NM 418 à Deming                                                                             | I-10 BL à Deming                                                           | —     |                                                                      |
| NM 432  | 1,00          | 1,61          | Mesa Rica                                                                                   | Mesa Rica                                                                  | —     |                                                                      |
| NM 433  | 2,90          | 4,67          | Conchas                                                                                     | Conchas                                                                    | —     |                                                                      |
| NM 434  | 36,84         | 59,29         | NM 518 à Mora                                                                               | US 64 à Agua Fria                                                          | —     |                                                                      |
| NM 435  | 5,21          | 8,38          | Reserve Beaverhead Road près de Reserve                                                     | NM 12 à Reserve                                                            | —     |                                                                      |
| NM 436  | 3,54          | 5,70          | NM 187 près de Garfield                                                                     | NM 187 à Derry                                                             | —     |                                                                      |
| NM 438  | 10,02         | 16,12         | Pearsons Road près d'Artesia                                                                | NM 2 près d'Artesia                                                        | —     |                                                                      |
| NM 442  | 21,38         | 34,40         | NM 518 à La Cueva                                                                           | NM 120 à Ocate                                                             | —     |                                                                      |
| NM 445  | 12.255        | 19.723        | I-25 / US 85 à Maxwell                                                                      | US 64 près de Maxwell                                                      | —     |                                                                      |
| NM 446  | 0,25          | 0,40          | Watrous                                                                                     | Valmora                                                                    | —     |                                                                      |
| NM 448  | 13,01         | 20,94         | NM 45 à Albuquerque                                                                         | NM 528 à Rio Rancho                                                        | —     |                                                                      |
| NM 450  | 0,35          | 0,56          | Valmora                                                                                     | Valmora                                                                    | —     |                                                                      |
| NM 451  | 3,09          | 4,97          | NM 119 près d'Anton Chico                                                                   | US 84 près de Dilla                                                        | —     |                                                                      |
| NM 453  | 20,92         | 33,66         | US 56 / US 412 près de Clayton                                                              | US 64 / US 87 à Grenville                                                  | —     |                                                                      |
| NM 455  | 1,54          | 2,48          | Parc d'état de Clayton Lake                                                                 | NM 370 près de Clayton                                                     | —     |                                                                      |
| NM 456  | 58,78         | 94,60         | NM 325 à Folsom                                                                             | SH 325 à la frontière de l'Oklahoma près de Kenton, OK                     | —     |                                                                      |
| NM 457  | 31,86         | 51,28         | US 82 près de Lovington                                                                     | US 380 près de Tatum                                                       | —     |                                                                      |
| NM 458  | 12,05         | 19,39         | NM 206 près de Pep                                                                          | NM 114 près de Causey                                                      | —     |                                                                      |
| NM 460  | 3,81          | 6,12          | SH 20 à la frontière du Texas à Anthony                                                     | I-10 près d'Anthony                                                        | —     |                                                                      |
| NM 461  | 0,49          | 0,79          | Carrizozo                                                                                   | Coyote                                                                     | —     |                                                                      |
| NM 462  | 2,47          | 3,98          | Carrizozo                                                                                   | Ancho                                                                      | —     |                                                                      |
| NM 464  | 20,96         | 33,74         | US 70 près de Lordsburg                                                                     | Redrock                                                                    | —     |                                                                      |
| NM 466  | 4,00          | 6,44          | CR 58D à Santa Fe                                                                           | NM 14 à Santa Fe                                                           | 1992  |                                                                      |
| NM 467  | 16,77         | 26,98         | US 70 près de Portales                                                                      | US 60 / US 84 près de Clovis                                               | —     |                                                                      |
| NM 468  | 2,51          | 4,04          | Près de Springer                                                                            | I-25 BL à Springer                                                         | —     |                                                                      |
| NM 469  | 43,55         | 70,09         | NM 209 à Grady                                                                              | US 54 à Logan                                                              | —     |                                                                      |
| NM 472  | 11,98         | 19,27         | NM 344 près d'Edgewood                                                                      | NM 41 à Stanley                                                            | —     |                                                                      |
| NM 473  | 0,55          | 0,88          | Bernalillo                                                                                  | Bernalillo                                                                 | —     |                                                                      |
| NM 475  | 16,91         | 27,21         | US 84 / US 285 à Santa Fe                                                                   | Santa Fe Ski Basin                                                         | —     |                                                                      |
| NM 478  | 24,17         | 38,90         | NM 460 à Anthony                                                                            | US 70 à Las Cruces                                                         | 1956  | Ancienne US 80 / US 85                                               |
| NM 480  | 13,08         | 21,06         | NM 330 près d'Elida                                                                         | US 70 près de Portales                                                     | —     |                                                                      |
| NM 483  | 16,20         | 26,07         | US 62 / US 180 à Arkansas Junction                                                          | NM 18 à Lovington                                                          | —     |                                                                      |
| NM 484  | 1,00          | 1,61          | CR B31A près de Pueblo                                                                      | NM 3 près de Pueblo                                                        | —     |                                                                      |
| NM 485  | 3,90          | 6,28          | NM 4 près de Jemez Pueblo                                                                   | FR 376 près de Cañones                                                     | —     |                                                                      |
| NM 494  | 1,92          | 3,09          | Lordsburg                                                                                   | I-10 BL / US 70 à Lordsburg                                                | —     |                                                                      |
| NM 498  | 0,93          | 1,50          | NM 273 à Sunland Park                                                                       | Doniphan Drive à la frontière avec le Texas à Sunland Park                 | —     |                                                                      |
| NM 500  | 4,35          | 6,99          | NM 45 à Albuquerque                                                                         | I-25 / US 85 à Albuquerque                                                 | —     |                                                                      |
| NM 501  | 7,32          | 11,79         | NM 4 près de Los Alamos                                                                     | Ridgeway Drive près de Los Alamos                                          | —     |                                                                      |
| NM 502  | 18,30         | 29,45         | NM 501 à Los Alamos                                                                         | US 84 / US 285 à Pojoaque                                                  | —     |                                                                      |
| NM 503  | 14,57         | 23,45         | US 84 à Pojoaque                                                                            | NM 76 à Rio Chiquito                                                       | —     |                                                                      |
| NM 505  | 12,10         | 19,47         | NM 445 près de Maxwell                                                                      | US 64 près de Cimarron                                                     | —     |                                                                      |
| NM 506  | 31,90         | 51,34         | US 54 près d'Orogrande                                                                      | Fort Bliss                                                                 | —     |                                                                      |
| NM 508  | 17,23         | 27,72         | NM 206 près de Tatum                                                                        | NM 125 près de Tatum                                                       | —     |                                                                      |
| NM 509  | 36,50         | 58,74         | NM 605 près de Grants                                                                       | Navajo Route 9 près de Whitehorse                                          | —     |                                                                      |
| NM 511  | 32,35         | 52,06         | US 64 près de Blanco                                                                        | SH 172 à la frontière du Colorado près de Gracia Place                     | —     |                                                                      |
| NM 512  | 7,70          | 12,39         | US 64 / US 84 à Brazos                                                                      | Corkins Lodge                                                              | —     |                                                                      |
| NM 513  | 0,70          | 1,13          | Scholle                                                                                     | Salinas Pueblo Missions National Monument                                  | —     |                                                                      |
| NM 514  | 1,50          | 2,41          | NM 112 à Los Ojos                                                                           | US 64 / US 84 à Los Ojos                                                   | —     | Ancienne US 64                                                       |
| NM 515  | 2,10          | 3,38          | NM 522 près de Questa                                                                       | Red River fish hatchery                                                    | —     |                                                                      |
| NM 516  | 13,72         | 22,08         | US 64 à Farmington                                                                          | US 550 à Aztec                                                             | —     | Anciennement partie de la US 550                                     |
| NM 518  | 72,89         | 117,32        | Las Vegas                                                                                   | NM 68 à Ranchos de Taos                                                    | —     |                                                                      |
| NM 519  | 15,01         | 24,15         | NM 111 près de La Madera                                                                    | CR 222 à Las Tablas                                                        | —     |                                                                      |
| NM 522  | 41,10         | 66,14         | US 64 près de Taos                                                                          | SH 159 à la frontière du Colorado à Costilla                               | —     |                                                                      |
| NM 523  | 8,27          | 13,31         | Clovis                                                                                      | NM 108 à Texico                                                            | —     |                                                                      |
| NM 524  | 8,50          | 13,68         | US 62 / US 180 / US 285 près de Carlsbad                                                    | US 285 à Carlsbad                                                          | —     |                                                                      |
| NM 525  | 4,95          | 7,96          | Stallion Site Camp                                                                          | US 380 près de San Antonio                                                 | —     |                                                                      |
| NM 526  | 6,34          | 10,20         | NM 72 près de Raton                                                                         | Lake Dorothey State Wildlife Area à la frontière du Colorado près de Raton | —     |                                                                      |
| NM 527  | 16,92         | 27,23         | Simms Mesa                                                                                  | US 64 près de Blanco                                                       | —     |                                                                      |
| NM 528  | 15,36         | 24,71         | I-25 / US 85 à Albuquerque                                                                  | US 550 à Rio Rancho                                                        | —     |                                                                      |
| NM 529  | 31,31         | 50,38         | US 82 près d'Artesia                                                                        | US 62 / US 180 près de Hobbs                                               | —     |                                                                      |
| NM 531  | 3,30          | 5,31          | NM 572 à La Puente                                                                          | NM 162 à Tierra Amarilla                                                   | —     |                                                                      |
| NM 532  | 11,87         | 19,10         | Sierra Blanca Ski Area                                                                      | NM 48 près de Ruidoso                                                      | —     |                                                                      |
| NM 533  | 0,80          | 1,29          | Stateline Road à la frontière de l'Arizona près de Rodeo                                    | NM 80 près de Rodeo                                                        | —     |                                                                      |
| NM 536  | 13,39         | 21,55         | Sandia Peak                                                                                 | NM 14 à San Antonito                                                       | —     |                                                                      |
| NM 537  | 55,94         | 90,03         | US 550 près de Cuba                                                                         | US 64 près de Dulce                                                        | —     |                                                                      |
| NM 538  | 1,51          | 2,43          | US 87 à Clayton                                                                             | US 56 / US 64 / US 412 à Clayton                                           | —     |                                                                      |
| NM 539  | 5,84          | 9,40          | US 64 à Navajo City                                                                         | NM 511 à Navajo Dam                                                        | —     |                                                                      |
| NM 540  | 4,40          | 7,08          | Logan                                                                                       | US 54 à Logan                                                              | —     |                                                                      |
| NM 542  | 15,20         | 24,46         | NM 55 près de Tatum                                                                         | NM 43 près de Willard                                                      | —     |                                                                      |
| NM 545  | 2,50          | 4,02          | US 54 / US 70 près d'Alamogordo                                                             | La Luz                                                                     | —     | Supprimée en 2005 et restaurée en 2018                               |
| NM 546  | 0,66          | 1,06          | Garfield                                                                                    | Garfield                                                                   | —     |                                                                      |
| NM 547  | 13,01         | 29,94         | NM 122 à Grants                                                                             | Cibola Forest Road 193                                                     | —     |                                                                      |
| NM 549  | 31,43         | 50,58         | I-10 BL à Deming                                                                            | I-10 à Deming                                                              | 1988  | Ancienne US 70 / US 80                                               |
| NM 551  | 6,44          | 10,36         | NM 456 près de Folsom                                                                       | SH 389 à la frontière du Colorado près de Folsom                           | —     |                                                                      |
| NM 552  | 1,90          | 3,06          | Logan                                                                                       | US 54 près de Logan                                                        | —     |                                                                      |
| NM 554  | 21,15         | 34,04         | US 84 près d'Abiquiu                                                                        | NM 111 près d'Ojo Caliente                                                 | —     |                                                                      |
| NM 555  | 31,89         | 51,31         | Nord-ouest du comté de Colfax                                                               | I-25 BL / US 64 à Raton                                                    | —     |                                                                      |
| NM 556  | 15,70         | 25,27         | NM 333 à Albuquerque                                                                        | NM 47 à Albuquerque                                                        | —     |                                                                      |
| NM 562  | 19,56         | 31,48         | Clapham                                                                                     | NM 402 près de Clayton                                                     | —     |                                                                      |
| NM 564  | 3,29          | 5,30          | NM 602 / NM 610 à Gallup                                                                    | NM 118 à Gallup                                                            | —     |                                                                      |
| NM 566  | 11,64         | 18,74         | NM 118 à Church Rock                                                                        | Churchrock Mine                                                            | —     |                                                                      |
| NM 567  | 11,82         | 19,02         | US 285 près de Tres Piedras                                                                 | NM 570 près de Pilar                                                       | —     |                                                                      |
| NM 568  | 1,05          | 1,69          | Forest Service Road 180 près de Milan                                                       | NM 122 près de Milan                                                       | —     |                                                                      |
| NM 569  | 13,89         | 22,35         | Charette Lake                                                                               | FR 5121 près de Colmor                                                     | —     |                                                                      |
| NM 570  | 12,53         | 20,17         | NM 68 à Pilar                                                                               | NM 68 à Taos                                                               | —     |                                                                      |
| NM 571  | 2,00          | 3,22          | NM 215 à Las Placitas                                                                       | NM 554 à El Rito                                                           | —     |                                                                      |
| NM 572  | 1,10          | 1,77          | NM 531 à La Puente                                                                          | NM 95 près de Rutheron                                                     | —     |                                                                      |
| NM 573  | 2,22          | 3,57          | NM 162 à Tierra Amarilla                                                                    | CR 327 / CR 331 près de Tierra Amarilla                                    | 1988  |                                                                      |
| NM 574  | 14,30         | 23,01         | NM 516 à Aztec                                                                              | NM 170 à La Plata                                                          | —     |                                                                      |
| NM 575  | 7,99          | 12,85         | US 64 à Blanco                                                                              | NM 173 près d'Aztec                                                        | —     |                                                                      |
| NM 576  | 0,50          | 0,81          | Vallecitos                                                                                  | Vallecitos                                                                 | —     |                                                                      |
| NM 578  | 6,44          | 10,36         | Red River                                                                                   | NM 38 à Red River                                                          | —     |                                                                      |
| NM 580  | 2,20          | 3,54          | NM 75 près de Dixon                                                                         | CR 69 / CR 700 près de Dixon                                               | —     |                                                                      |
| NM 581  | 0,81          | 1,31          | Española                                                                                    | Española                                                                   | —     |                                                                      |
| NM 583  | 2,05          | 3,30          | Española                                                                                    | Española                                                                   | —     |                                                                      |
| NM 584  | 1,28          | 2,06          | Española                                                                                    | Española                                                                   | —     |                                                                      |
| NM 585  | 2,21          | 3,55          | NM 68 à Taos                                                                                | US 64 près de Taos                                                         | —     |                                                                      |
| NM 592  | 5,35          | 8,60          | CR 73 près de Tesuque                                                                       | Rio en Medio                                                               | —     |                                                                      |
| NM 595  | 25,31         | 40,74         | NM 96 près de Regina                                                                        | Lindrith                                                                   | —     |                                                                      |
| NM 597  | 0,45          | 0,72          | US 160 près de Four Corners                                                                 | Four Corners Monument                                                      | —     |                                                                      |
| NM 599  | 14,02         | 22,56         | NM 14 près de Santa Fe                                                                      | US 84 / US 285 à Santa Fe                                                  | —     |                                                                      |
| NM 601  | 27,90         | 44,90         | US 60 près de Quemado                                                                       | Limites des comtés de Catron et de Cibola                                  | —     |                                                                      |
| NM 602  | 30,72         | 49,45         | NM 53 près de Ramah                                                                         | US 491 à Gallup                                                            | —     |                                                                      |
| NM 603  | 23,40         | 37,66         | US 60 à Pie Town                                                                            | NM 36 près de Quemado                                                      | —     |                                                                      |
| NM 605  | 22,23         | 35,78         | NM 122 à Milan                                                                              | San Mateo                                                                  | —     |                                                                      |
| NM 606  | 1,25          | 2,01          | NM 122 près de Grants                                                                       | Bluewater                                                                  | —     |                                                                      |
| NM 609  | 2,31          | 3,72          | US 491 à Gallup                                                                             | NM 118 in Gallup                                                           | —     |                                                                      |
| NM 610  | 2,02          | 3,25          | NM 602 à Gallup                                                                             | NM 609 à Gallup                                                            | —     |                                                                      |
| NM 612  | 9,19          | 14,78         | NM 122 à Thoreau                                                                            | Limites des comtés de McKinley et de Cibola                                | —     |                                                                      |
| NM 615  | 0,47          | 0,75          | Milan                                                                                       | NM 122 à Milan                                                             | —     |                                                                      |
| NM 1113 | 5,33          | 8,57          | NM 9 près d'Antelope                                                                        | Road 113 à Playas                                                          | —     |                                                                      |
| NM 5001 | 3,22          | 5,19          | US 64 à Farmington                                                                          | US 64 à Farmington                                                         | —     |                                                                      |
| NM 6563 | 15,53         | 24,99         | NM 130 près de Cloudcroft                                                                   | National Solar Observatory de Sacramento Peak                              | —     |                                                                      |
|         |               |               |                                                                                             |                                                                            |       |                                                                      |